# Talpa stankovici
Talpa stankovici là một loài động vật có vú trong họ Talpidae, bộ Soricomorpha. Loài này được V. Martino & E. Martino mô tả năm 1931.